# Thyou
Thyrou là một tổng của tỉnh Boulkiemdé ở miền trung Burkina Faso. Dân số năm 2005 là 24.487 người. Thủ phủ của tổng này là thị xã Thyrou.

## Các thị xã và các làng
• Thị xã Thyou • Boutoko • Goumogo • Kamsé • Moukouan • Sogpelcé • Soula • Tatyou • Vella • Bangré